# Freedom Riders National Monument
Le Freedom Riders National Monument est un monument national américain désigné comme tel par le président des États-Unis Barack Obama le 12 janvier 2017. Dédié à la mémoire des Freedom Riders, il est situé à Anniston, en Alabama.